# Barszcz botwinka

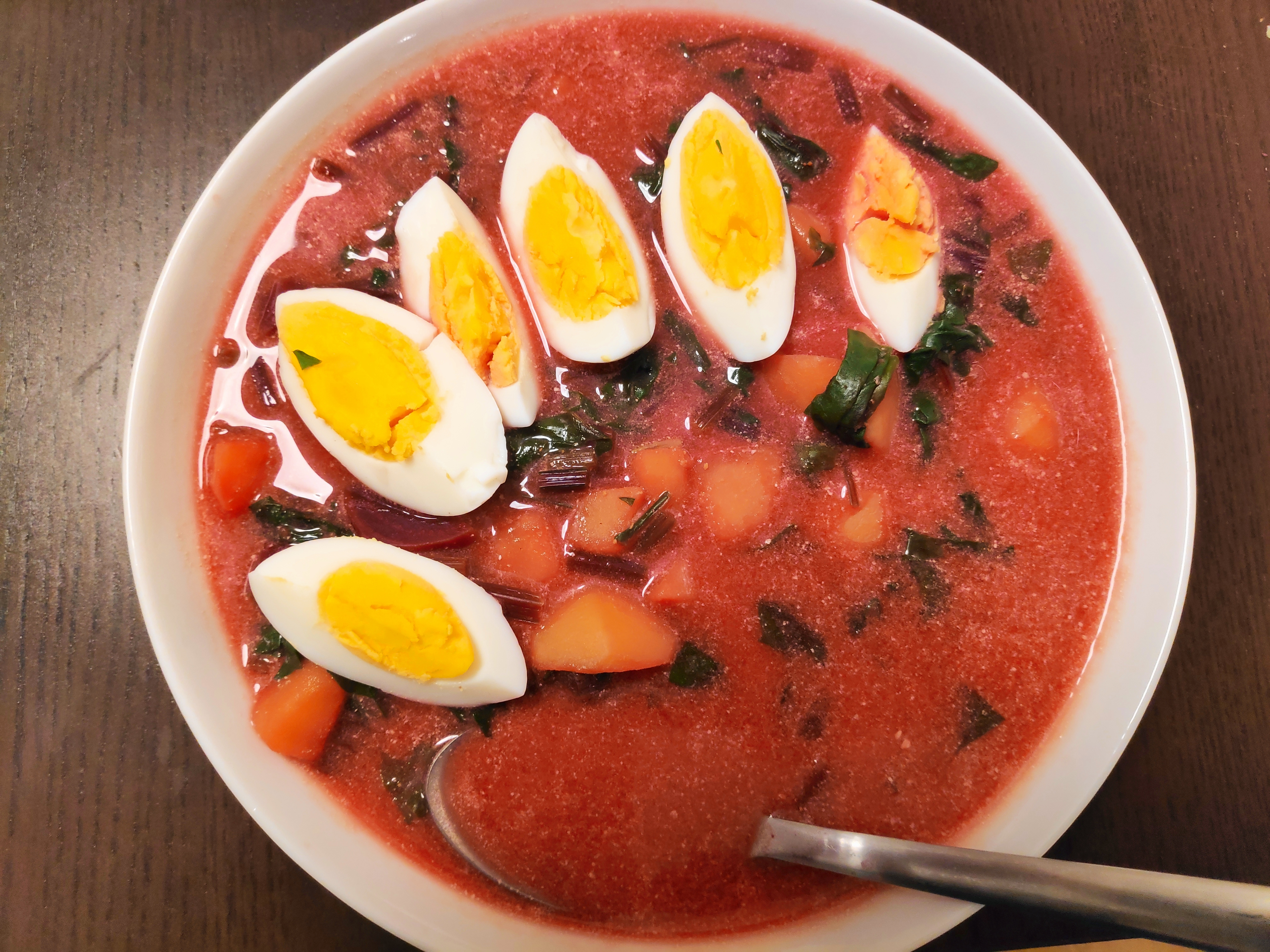
Barszcz botwinka z jajkiem na twardo i ziemniakami

Barszcz botwinka, (lokalnie botwinka), polski barszcz kuchni chłopskiej, gotowany na rosole, mięsie lub wywarze warzywnym, z młodych buraków ćwikłowych i liści, z dodatkiem ziemniaków, zakwaszany sokiem z cytryny lub zakwasem z buraków. Barszcz przygotowuje się wiosną, kiedy liście buraka są miękkie i delikatne, a korzeń jest jeszcze mały. Wówczas liście botwiny mają najwięcej smaku i aromatu. Odmianą zupy z botwiny jest chłodnik z botwinki.

## Przygotowanie
Barszcz jest gotowany na wywarze mięsno - warzywnym z dodatkiem przypraw. Po ugotowaniu wywar jest odcedzany i dodawana jest posiekana botwinka i ziemniaki. Po ugotowaniu ziemniaków jest zakwaszany sokiem z kiszonych buraków lub sokiem z cytryny i  przyprawiany solą i pieprzem, oraz zaprawiany śmietaną. Podawany z jajkiem na twardo.

### Barszcz botwinka z Radziwiłłowa Mazowieckiego

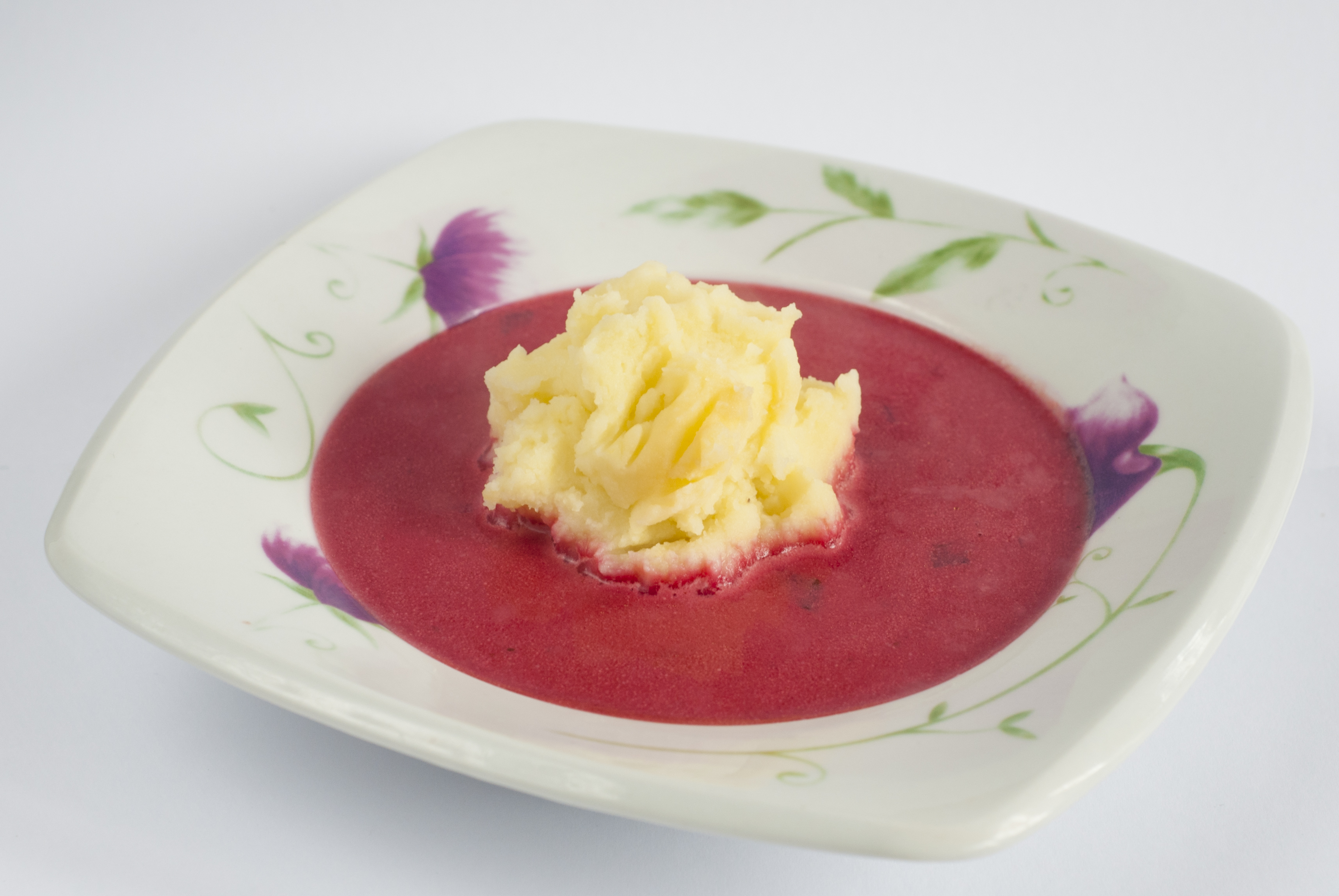
Barszcz botwinka z Radziwiłłowa Mazowieckigo

Barszcz gotowany na rosole, mięsie lub wywarze warzywnym, z młodych buraków i liści gotowanych do miękkości, zaprawiany śmietaną i mąką gryczaną. Barszcz tradycyjnie podawany jest na jednym talerzu z oddzielnie ugotowanymi ziemniakami, tłuczonymi, polanymi skwarkami ze słoniny, przyprawiany szczypiorkiem, koprem, cukrem oraz sokiem z cytryny.
Produkt z Radziwiłłowa Mazowieckiego wpisany został na listę produktów tradycyjnych w dniu 2019-05-14 w kategorii Gotowe dania i potrawy w woj. mazowieckim.